# エッケンタール
エッケンタール (ドイツ語: Eckental) は、ドイツ連邦共和国バイエルン州ミッテルフランケンのエアランゲン＝ヘーヒシュタット郡に属す市場町。この町は、市町村再編の際に多くの市町村が合併してできた人工的な自治体であり、町の名前『エッケンタール』も人工的な名称である。エッケンタールという名前の集落が存在しないだけでなく、語尾に「−タール」とつく地名は、この地域では一般的でない。

## 地理

### 位置
この市場町は、ニュルンベルクの北約20km、エアランゲンの東約20kmに位置する連邦道2号線沿いにある。1972年の市町村再編でそれまで独立した市町村だった自治体が合併してできた。エッケンタールはシュヴァーバッハ川の渓谷に位置している。

### 隣接する自治体
カルヒロイト（南西）、クラインゼンデルバッハ（西）、イゲンスドルフ（北）、シュナイタハ（東）、ラウフ・アン・デア・ペグニッツ（南）、ヘロルツベルク（南）

### 集落
この町は、公式には17の地区 (Ort) からなる。このうち小集落や孤立農場などを除く集落を以下に列記する。
| - ベンツェンドルフ - ブラント - ビューク - エーバッハ - エッケンハイト - エーシェナウ - フォルト | - フローンホーフ - ヘルパースドルフ - イルホーフ - マウスゲゼース - オーバーシェレンバッハ - エトホーフ - ウンターシェレンバッハ |

## 歴史

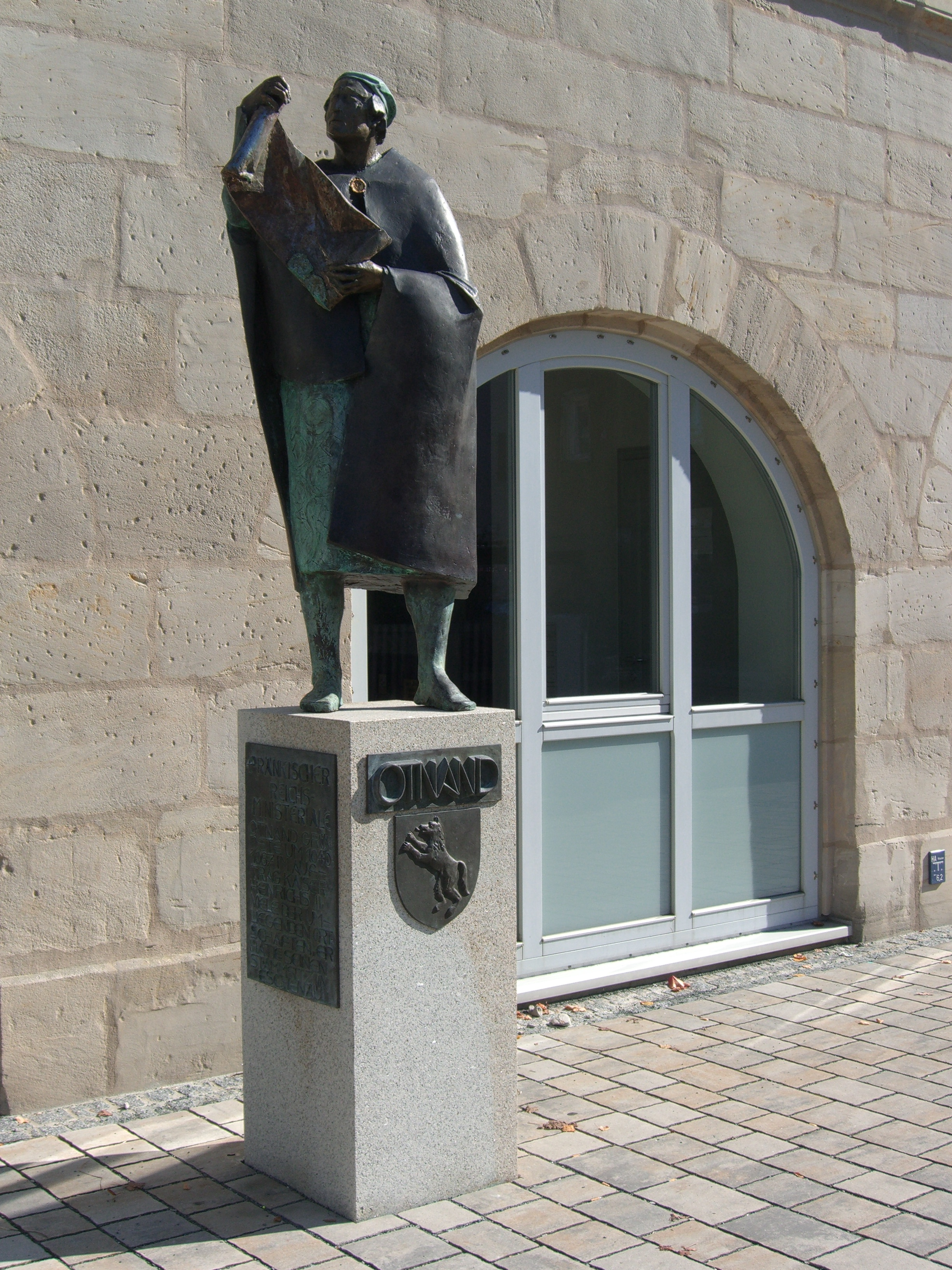
エシェナウの創設者オトナンドの記念碑

エシェナウ
1050年 エシェナウの城と村が初めて文献に記録された。（1040年に騎士オトナンドゥスにより創設。同時にエシェナウの騎士家が創設された）
1331年 市場開催権授与
1376年 ボヘミア王で皇帝のカール4世により都市権を与えられる。（エシェナウは市場町にとどまった）
1972年の市町村再編まで、エアランゲン郡に属す独立した自治体であった。
エッケンハイト
地元の発音では「エッガハー」（アクセントは最後の音節にある）と呼ばれる。1050年から1100年の間に創設され、1278年に初めて文献に記録されている。
フォルト
フォルト（農村）とビューク（騎士領）から帝国男爵ゴッツマンにより1050年から1150年までの間に創設された。
1611年、騎士領ビュークはビューナウの領主家の所領に移った。
1919年、フォルトとビュークは行政上合併した。

## 行政

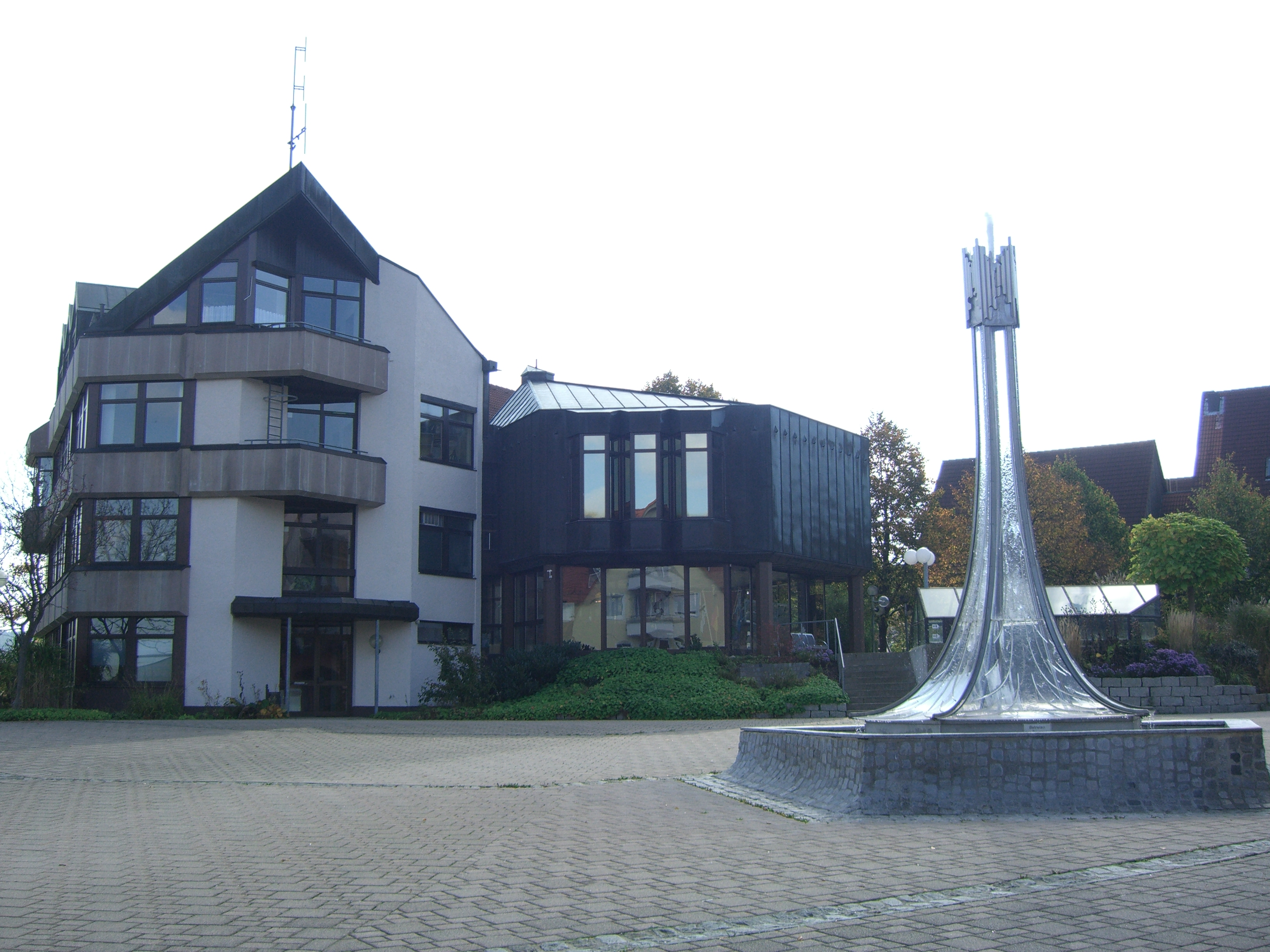
町役場と役場前広場

### 議会
エッケンタール議会は、首長を含め25議席からなる。

### 紋章
図柄: 金地に赤い縦帯その中に垂直に銀の魚。下部にはそれにかぶせるように青い波帯。向かって左は、赤い王冠をつけ赤い爪や舌で威嚇する黒い獅子。向かって右は、黒いアイベックス。

### 友好都市
- Ambazac （フランス、オート＝ヴィエンヌ県）1987年
- Högyész（ハンガリー）1990年

## 文化と見所

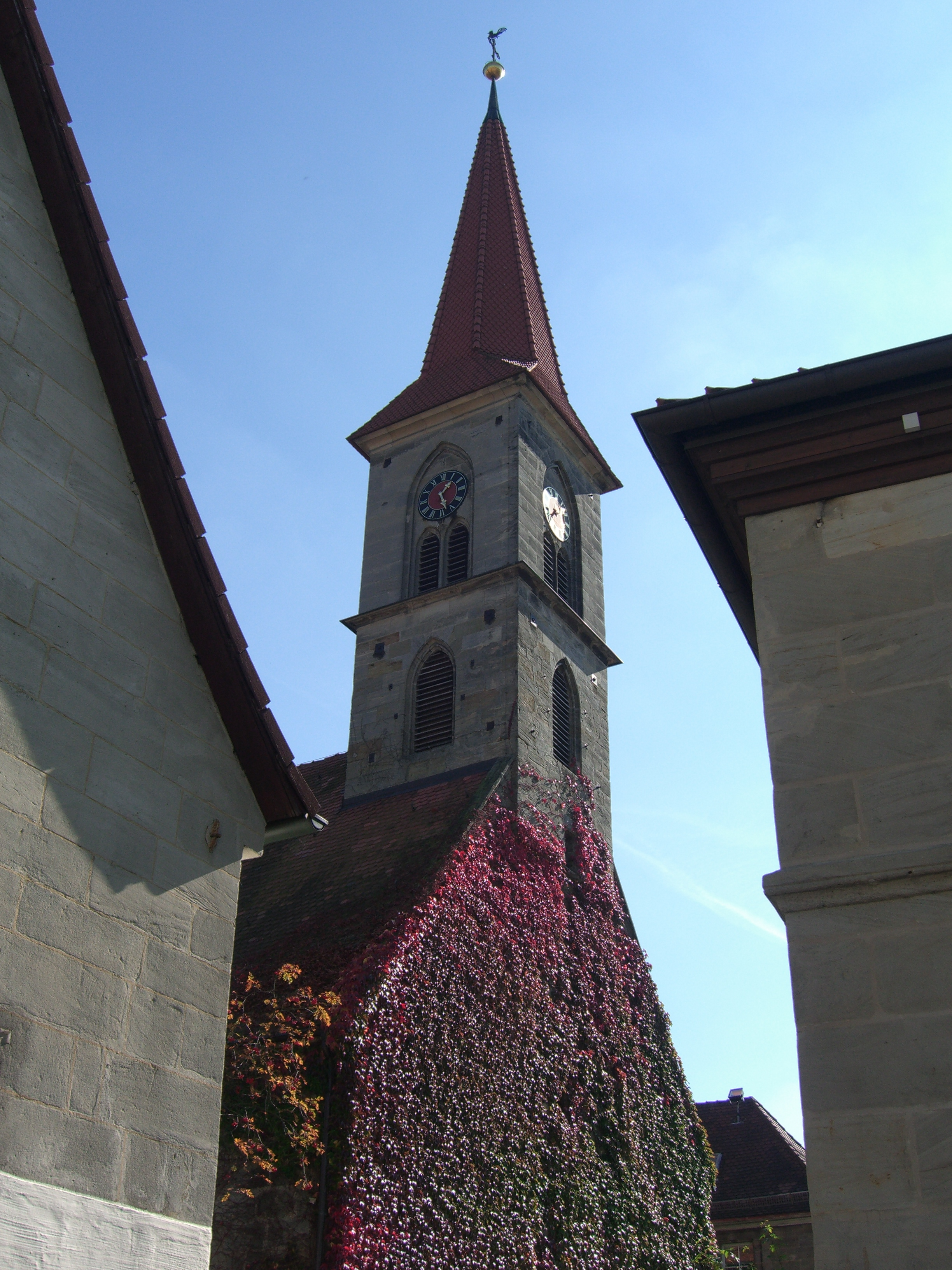
ルター派教会

### 建築物
- エシェナウのマルクト広場にある14世紀建造のルター派の教区教会
- エシェナウのヘレンガッセの端にある17世紀建造のエシェナウ城
- フォルトの18世紀建造のビューク城
- エッケンハイトの17世紀建造のエッケンハイト城

## 経済と社会資本

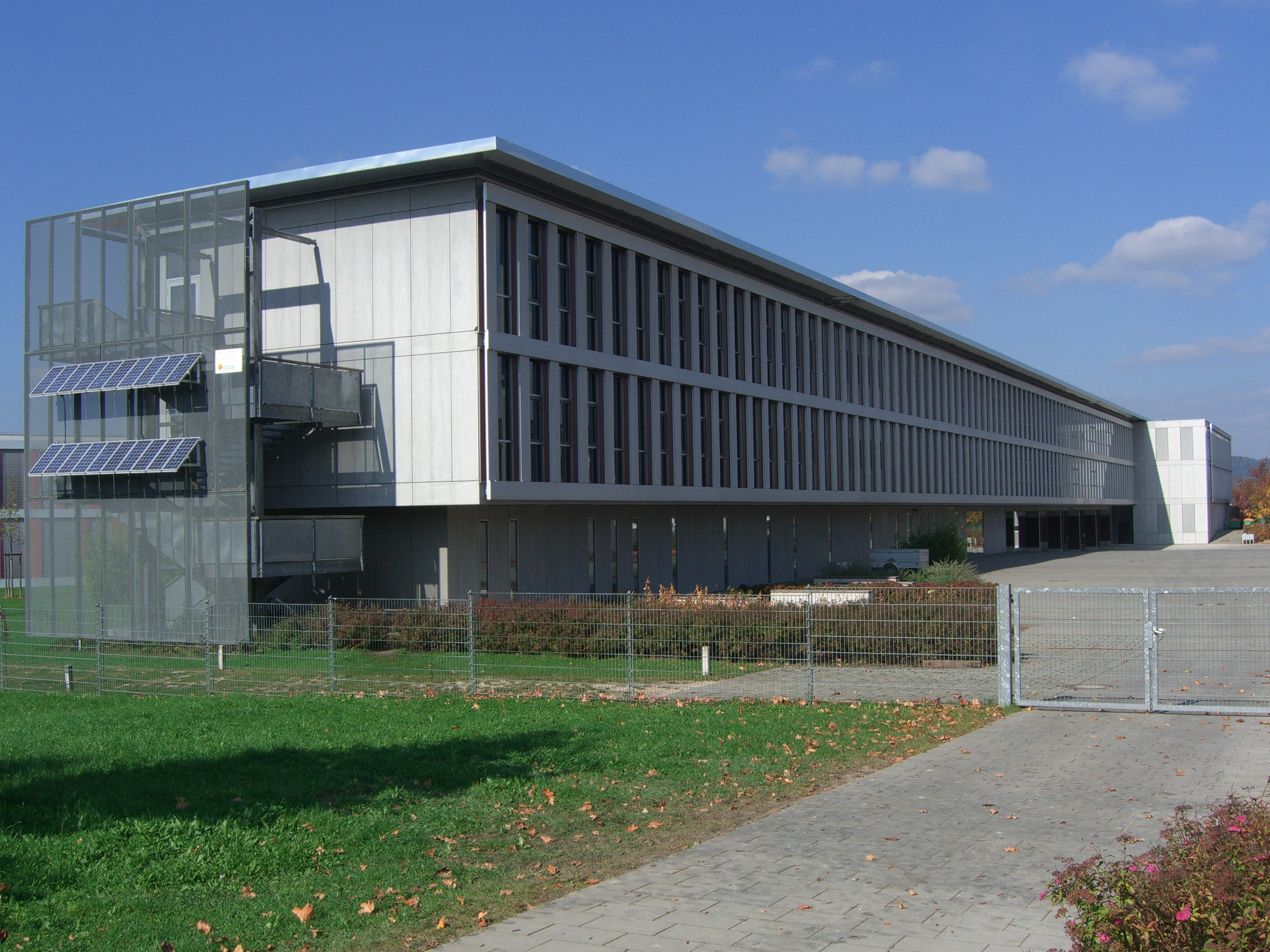
ギムナジウム・エッケンタール

### 鉄道
エシェナウとフォルトはニュルンベルクからのグレーフェンベルク鉄道沿線に位置する。かつては、この他に、ゼークンデア鉄道エアランゲン - グレーフェンベルク線でエアランゲンと結ばれていたが、1960年代に廃止された。現在、エアランゲンへのライトレールの建設が検討されている。

### 道路交通
エシェナウとフォルトは、連邦道B2号線沿線に位置する。現在、エシェナウからのバイパスが建設されている。

### メディア
エッケンタールには2つの週刊新聞が存在する。ニュルンベルガー・ナハリヒテンの週刊新聞や週刊誌が催し物やニュースを報道している。

### 教育
- ギムナジウム・エッケンタール（自然科学-工学および語学ギムナジウム）

## 引用
1. ↑  https://www.statistikdaten.bayern.de/genesis/online?operation=result&code=12411-003r&leerzeilen=false&language=de Genesis-Online-Datenbank des Bayerischen Landesamtes für Statistik Tabelle 12411-003r Fortschreibung des Bevölkerungsstandes: Gemeinden, Stichtag (Einwohnerzahlen auf Grundlage des Zensus 2011)
2. ↑  Bayerische Landesbibliothek Online